# 财源镇
财源镇，是中华人民共和国吉林省通化市集安市下辖的一个乡镇级行政单位。

## 行政区划
财源镇下辖以下地区：
兴财社区、哈塘村、报马村、财源村、双兴村、霸王村、北屯村、泉眼村、马蹄村、新建村和甲乙村。